# Luca Antonini
Luca Antonini (født 4. august 1982 i Milano) er en italiensk tidligere fodboldspiller, der gennem karrieren blandt andet spillede for den italienske storklub A.C. Milan. Luca startede sin fodboldkarriere hos A.C. Milan i 2001-2003, men var i perioden udlånt til flg. klubber: Padova, Prato & Ancona.
I sommeren 2003 købte Sampdoria det halve af hans registreringsrettigheder fra Milan. I Sampdoria fik Luca debut i Seria A. Det skete d. 13. december 2003 mod Perugia.
Fra 2004-2007 var han igen lånt ud. Denne gang til: Modena, Pescara, Arezzo & Siena.
I 2007 købte A.C. Milan ham tilbage, og videresolgte det halve af hans registreringsrettigheder til Empoli, hvor han fik sin debut i UEFA-cuppen.
I 2008 får A.C. Milan igen alle rettigheder over Luca Antonini, som nu spiller som venstre back/kant. Han bliver betragtet som et lovende talent i det italienske medier.
Luca har endnu ikke haft sin debut for det italienske landshold, men har været aktiv på både u-17 og u-18 landsholdene.